# كأس ملك إسبانيا 1928
كأس ملك إسبانيا 1928 (بالإسبانية: Copa del Rey de Fútbol 1928) هو الموسم 28 من  كأس ملك إسبانيا. أشرف على تنظيمه الاتحاد الملكي الإسباني لكرة القدم، وكان عدد الأندية المشاركة فيه  26، وفاز فيه نادي برشلونة.